# Trachinotus teraia
Trachinotus teraia is een straalvinnige vissensoort uit de familie van horsmakrelen (Carangidae). De wetenschappelijke naam van de soort is voor het eerst geldig gepubliceerd in 1832 door Cuvier.